# Nebiki Kensuke
Kensuke Nebiki (sinh ngày 7 tháng 9 năm 1977) là một cầu thủ bóng đá người Nhật Bản.

## Sự nghiệp câu lạc bộ
Kensuke Nebiki đã từng chơi cho Kashiwa Reysol và Vegalta Sendai.